# 花津ハナヨ
花津 ハナヨ（はなつ ハナヨ、1975年6月22日 - ）は、日本の漫画家。滋賀県彦根市出身。女性。

## 来歴
1993年（平成5年）、『なかよし』（講談社）でデビュー。桜井明子のペンネームで活動していたが、2001年（平成13年）、編集者が命名した花津ハナヨ名義でぶんか社の雑誌『恋愛しよっ!』vol.2に「ハチ♥ミツ」を発表。以後、花津ハナヨ名義で執筆している。『ビッグコミックスピリッツ』（小学館）に連載された『CAとお呼びっ!』は2006年（平成18年）にテレビドラマ化された。
私生活では娘が2人いる。離婚歴がある。

## 人物
- 彼女の著名なアシスタント経験者に浜田ブリトニー、マキヒロチがいる[4]。

## 代表作

### 桜井明子名義
- マリジュン
- セ★ブ★ン

### 花津ハナヨ名義

#### ストーリー漫画
- CAとお呼びっ!
- ヴァージンハウス
- ヌケガケしよっ!
- 言い寄る - 原作: 田辺聖子
- たたかえ! WACちゃん
- 情熱のアレ
- ラブ活★しよっ!
- プリズマ～花津ハナヨ短編集～
- シンママ（42）、アプリで運命の恋を見つけます。

#### エッセイ漫画
- モテずに死ねるか!
- 噂のマカオで女磨き!
- ただいま「かくれ人見知り」が平静を装って生活しております。
- 花津ハナヨの妊活→出産 一直線!
- 結婚相手ってどこに落ちてるの?

## その他
- チャリティ活動にも取り組んでおり、東日本大震災の被災者を支援する為に他の漫画家と共同で東日本大震災チャリティ同人誌「pray for Japan」で執筆する。[5]

- 探偵!ナイトスクープ（ABC朝日放送、1998年（平成10年）11月6日放送分）

「美大予備校時代にデザイン画を提供したパチンコ台を探してほしい」との依頼を行い出演、画は開発最終段階で不採用になっていたが、初めてパチンコ体験をした。